# Сис (город)
Сис (арм. Սիս) — столица средневекового Киликийского армянского царства, находившаяся на территории современной Турции, в провинции Адана, неподалёку от города Козан.

## История
Сис был обитаемым поселением ещё со времён хеттов, которые жили на Киликийской равнине между горными хребтами и Средиземным морем в третьем тысячелетии до нашей эры. В I веке до н. э. это было открытое поселение в римской провинции Киликия. Названия «Сисан» или «Сисия» впервые появляются в источниках на греческом и латинском языках в V и VI веках.
В 703—704 годах византийцы сумели отразить нападение арабов, но вскоре покинули город, который оказался на границе Аббасидского халифата. В IX веке халиф аль-Мутаваккиль восстановил византийские укрепления. В 962 году город был вновь захвачен византийским императором Никифором II Фокой, но к 1113 году перешёл под контроль армянского барона Тороса I, который восстановил его.
С конца XII до XIII века замок в Сисе значительно расширился при правлении царей Левона I и Хетума I. В этот период в городе появились новые дворцы, жилые постройки, церкви и сады. В 1212 году немецкий монах Вильбранд фон Ольденбург, посетивший Сис, описал его как хорошо укреплённую и организованную столицу. Жена Хетума, царица Забел, в 1241 году основала здесь больницу, остатки посвящённой этому надписи до сих пор можно увидеть в замке.
После падения Хромклы под натиском египетских мамлюков, Сис стал резиденцией католикоса. В 1266 году город был захвачен и сожжён мамлюками, но армянам удалось отбить атаку в 1275 году. В 1375 году мамлюки вновь взяли Сис, разрушив его и пленив армянского царя с его свитой. С падением Сиса Киликийское армянское царство прекратило своё существование, а его земли были аннексированы мамлюкским султанатом.

Они разрушили город Сис, который был резиденцией армянских царей. Они сжигали дрова в огне великой церкви, которая была центром Сиса, и сожгли её. Они уничтожили царские гробницы.— Григор Акнерци, 
До начала XX века армяне продолжали жить в Сисе, сохраняя некоторые средневековые постройки.

## Архитектура
Крепость Сис является одной из самых крупных и сложных крепостных сооружений в Леванте. Общая длина её стен, если их выложить в одну линию, составила бы около 3 километров. Стены, башни, сводчатые подвалы, цистерны и жилые здания гармонично вписаны в рельеф известняковой скалы. Большинство этих построек выполнены из тщательно обработанного камня, характерного для армянских укреплений. В крепости также сохранились фрагменты византийских стен и коридор на юго-востоке, возведённый во время оккупации мамлюками, с арабской надписью.
Ниже замка, на юго-востоке, расположена большая терраса с руинами нескольких церквей и капелл в комплексе Патриаршего двора, включая базилику Святой Софии, возведённую царём Хетумом I, и церковь Святого Григория Просветителя XVIII века. Одна из капелл, Кара Килисе, сохранила апсиду и остроконечный свод над нефом.